# Szinyei Merse Pál

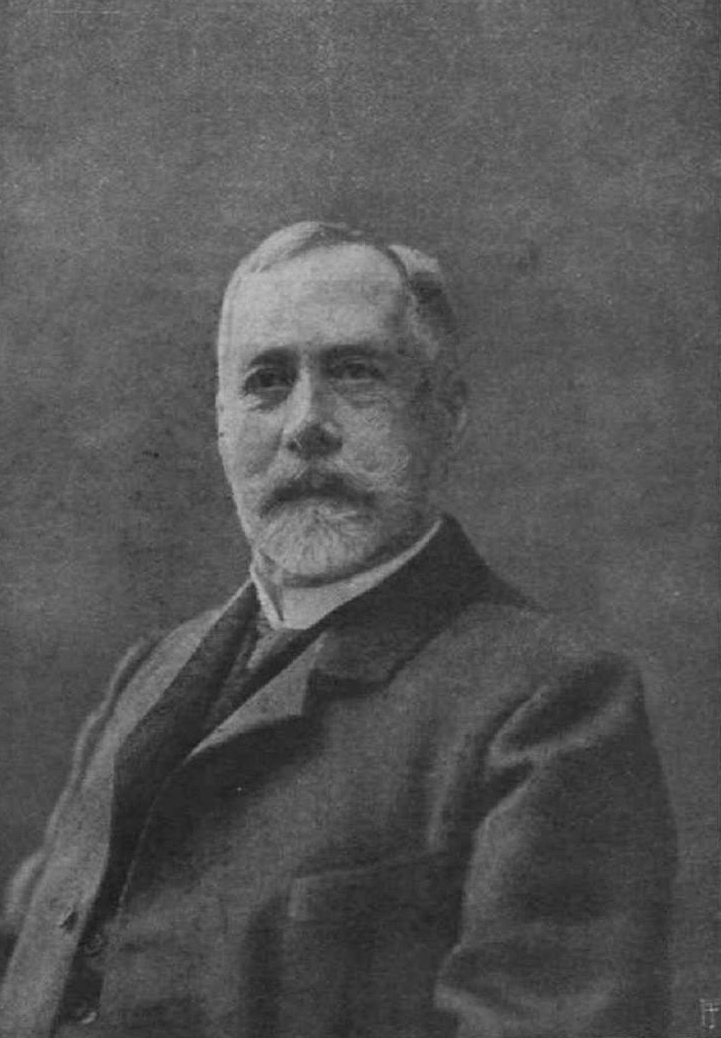
Szinyei Merse Pál arcképe

Szinyei Merse Pál Kristóf Ágoston Ulrik Félix (Szinyeújfalu, 1845. július 4. – Jernye, 1920. február 2.) magyar festő.

## Életpályája

### Fiatalkora, tanulóévek

#### Származása
Szinyei Merse Pál nemzeti érzelmű nemesi családból származott, amelynek körében nemzedékek óta megszokott volt az irodalom, a zene és a képzőművészet művelése. A család 700 éves múlttal rendelkezik, de vagyona a 19. századra megcsappan, ám nem annyira, hogy a művésznek valaha is megélhetési gondjai lettek volna.

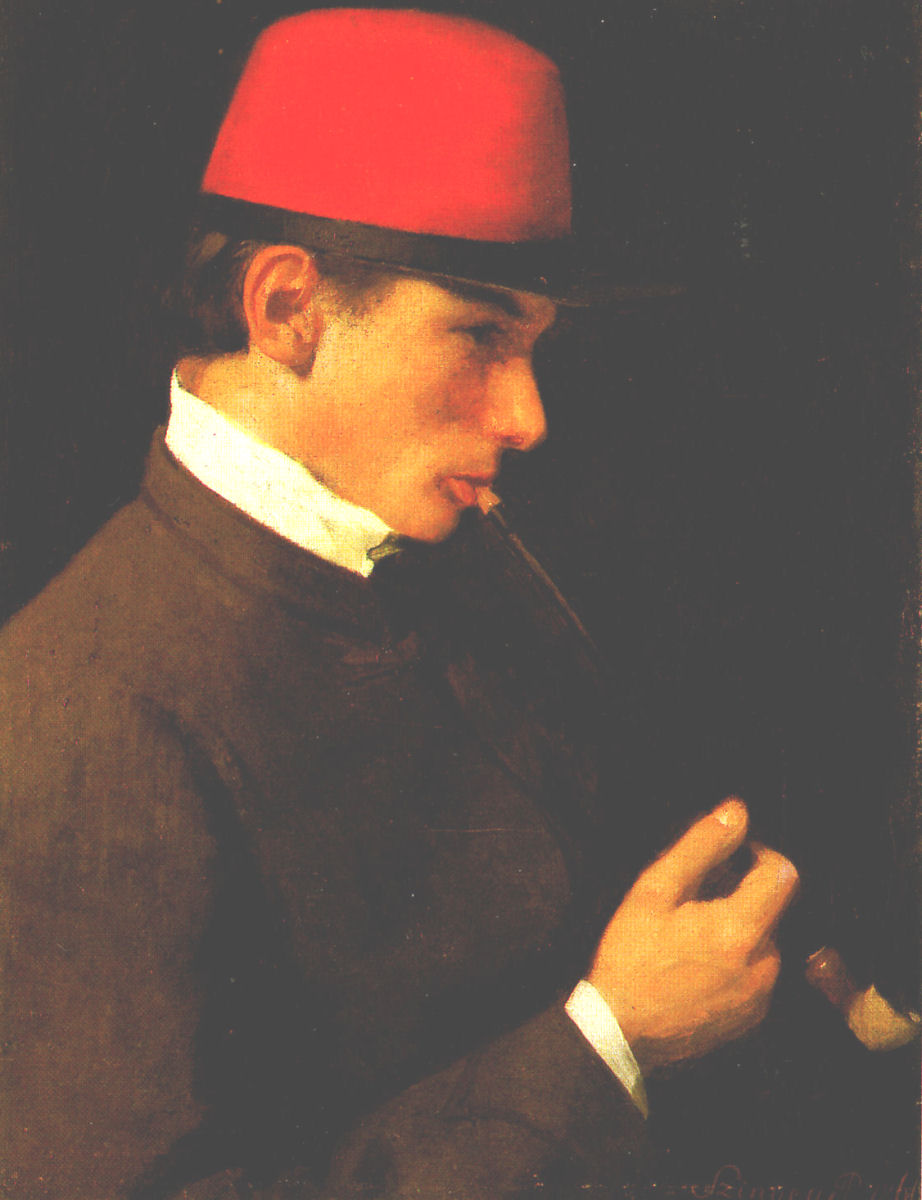
Szinyei Merse Zsigmond csibukkal

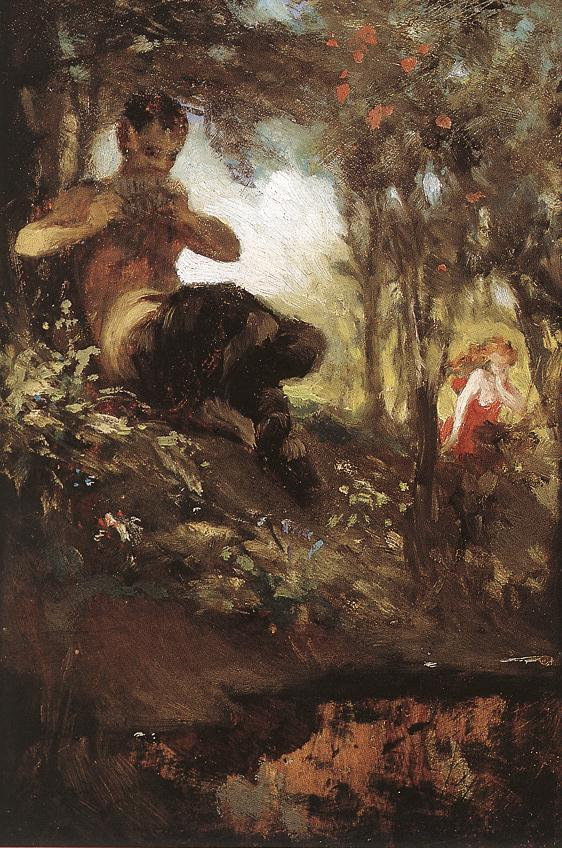
A faun egyik vázlata

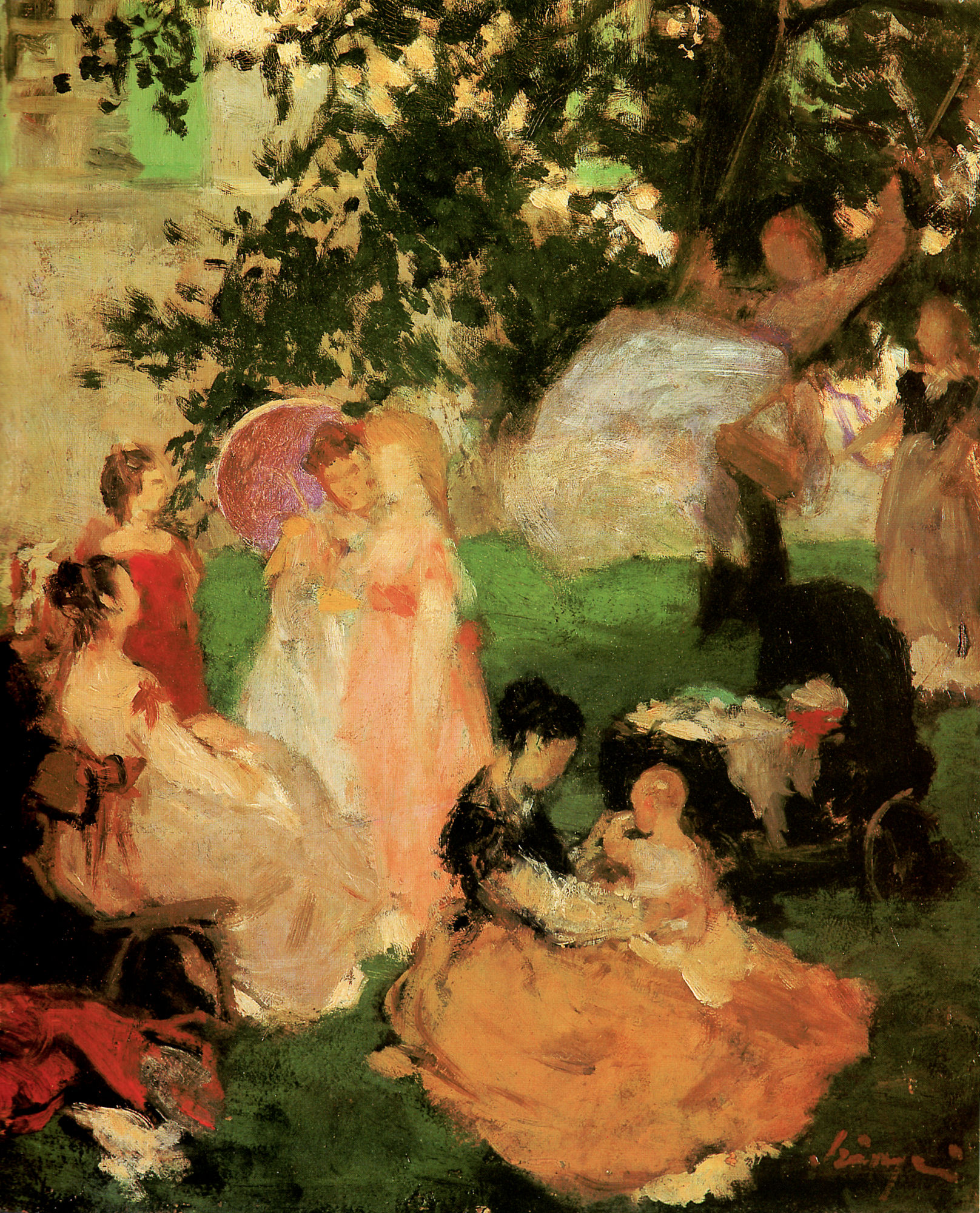
A hinta (1869)

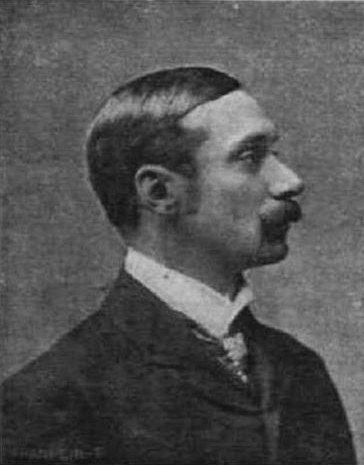
Félix fia

1845. július 4-én született Szinyeújfalun, Szinyei Merse Félix (1816–1875) és jekelfalusi és margitfalvai Jekelfalussy Valéria (1826–1880) nyolc gyermeke közül harmadikként. Édesapja Kassán szerzett jogi végzettséget, az 1839/40-es országgyűlésen Kisszeben követe volt, 1860-ban és 1865-ben alispáni, majd 1871-ben főispáni kinevezést kapott. Édesapja támogatta fia művészi ambícióit, édesanyja pedig irodalom- és zenekedvelő asszony volt, aki jelentős vagyont hozott a házasságba. Jekelfalussy Valéria a Sáros vármegyei nőegylet létrehozója és első elnöke volt. Maga is írt verseket, a Kisfaludy társaság egyik alapítója. A szabadságharc alatt minden ezüst holmijukat és ékszereit a szabadságharc céljaira ajánlotta fel. Részt vett az eperjesi hadikórház megszervezésében. A szabadságharc bukása után 50 kancsuka-ütésre ítélték, amit csak otthona elhagyásával kerülhetett el. A házasságból a következő gyermekek születtek, a festő testvérei:
- László (1843–1880), alakját 1868-ban örökítette meg testvére
- Ninon (1844–1877), Berzeviczy Edmundné, őt szintén ismerjük testvére festményéről, melyet 1870-ben festett
- Pál
- Zsigmond (1847–1885), a Bécsi Egyetemen végzett orvosi tanulmányokat, őt csibukkal örökítette meg 1866-ban. Vele volt a festőnek legszorosabb kapcsolata a testvérei közül. Unokatestvérét, Jekelfalussy Gizellát vette feleségül, házasságukból egy fiú, Zsigmond született.
- József (1851-?), felesége Bánó Etelka, gyermekük nem született. Róla 1864-ben készített krétarajzot testvére.
- Kálmán (1853-?) róla 1866-ban készült festmény, felesége Schauer Mária volt, házasságukból két lány született, közülük Zsófiának arcképét Szinyei festményen örökítette meg, 1903-ban.
- Béla (1860–1912), róla és István testvéréről 1868-ban készített – Szinyei szerint befejezetlen – festményt. Felesége Gerzon Katalin volt, akitől egy Ödön (1891-ben) és egy Miklós (1901-ben) nevű fia született.
- István (1862. január 9.-?), Sáros és Zemplén vármegye főispánja. Középiskolát Eperjesen végzett, jogi tanulmányokat pedig Budapesten folytatott (1879–1883) 1884-ben közigazgatási gyakornok, majd aljegyző, 1889-ben főszolgabíró. 1892 októberében alispáni kinevezést kapott, melyet 1895 megújították, 1897. ápr. 8-án kinevezték Sáros vármegye főispánjává. 1895-ben megkapta a III. osztályú Vaskorona-rendet és az Anhalt-Dessau-féle Medve-rendet.

Az első négy gyermek még Szinyeújfalun született, amikor a festő nagyapja, Szinyei Merse László 1850-ben meghalt, akkor költözött a család az ő jernyei kúriájába, ahol a második négy gyermek született.

#### Tanulóévek
1856-tól Eperjesen, a katolikus gimnáziumban tanult hatodikos koráig, amikor megbukott (összes osztálytársával együtt), ugyanis az iskola szlovák tanárait egy politikai tüntetésen magyar diákok kergették meg. 1859-ig magántanuló lett, majd 1861 augusztusában vizsgát tett a VI. osztályos anyagból. Ezután 1861 őszétől Nagyváradon tanult, érettségit is itt tesz 1863 nyarán. Szinyei a gimnazista évei alatt kezdett komolyabban a festéssel foglalkozni, első tanítója a nagyváradi Mezey Lajos (1820-80) volt, aki mellett több jól sikerült képet készített a fiatal Szinyei.
1864-ben beiratkozik a müncheni Képzőművészeti Akadémiára, ahol egy év után Hermann Anschütz osztályába kerül, majd Wagner Sándornál tanul festeni. Az első évek szünidejét Jernyén töltötte, ahol olyan jól sikerült munkákat készített (Szinyei Merse József – ceruzarajz; 1865-ös arckép), hogy ettől az időponttól számították az 50 éves festői jubileumát. A következő év nyarán festette meg öccsét (Szinyei Merse Zsigmond csibukkal) valamint másik testvérét, Kálmánt is. 1866-ra jelentős barátokra tesz szert, akik később Európa vezető mesterei lettek (például Wilhelm Liebl (1844–1900). Közülük kettővel (Hans Makart (1840-84) és Gabriel von Max (1840–1915) tartós barátság alakult ki.
Szeretett volna a nagy mester, Karl von Piloty osztályába kerülni, és ehhez egy vizsgadarabot kellett készítenie. Mivel Piloty a historizmus elkötelezett híve volt, ezért a magyar történelemhez kapcsolódó témát választott és 1866 decemberében megfestette az Attila halála című vázlatot. Az elkészült mű nem nyerte el Piloty tetszését, így az osztályába kerülés még váratott magára.
A következő évben megjelent Szinyeinél a természet és az ember együttes ábrázolása (például Apáca és lovag). A sok munka meghozta eredményét és az Akasztott elszállítása című képpel, három és fél év tanulás után, 1867 októberében felvételt nyert Piloty osztályába.
Piloty új tanítványának első nagyszabású olajképéhez (mivel Piloty felfedezte, hogy a historizmus nem Szinyeinek való) egy faun erdőben ábrázolását fogadta el. A kép a Faun és nimfa címet kapta és 1868-ban készült el véglegesen. A Faun festése közben pihenésként a Starnbergi-tónál kirándulgatott és itt készítette el a Fürdőházikó fiúval című képét.
A nyarat ismét Jernyén töltötte és a családi portrékat újabb darabbal gazdagította; megfestette testvérének Szinyei Merse Lászlónak a portréját. Szintén 1868-ban készítette Mályvák című kisvázlatát. Az 1867-es világkiállítást megjárt barátja, Gabriel Max javasolta neki, hogy fessen hétköznapi jeleneteket és utcán mozgó figurákat, akárcsak a franciák. Szinyeinek már voltak hasonló kezdeményezései; szívesen ábrázolta barátait, rokonait hétköznapi foglalatosságaik közben.
1868 őszén látott hozzá második nagy képének megalkotásához, amire szintén ráment egy éve. A kép az Anya és gyermekei címet kapta. Pilotynak tetszett az ötlet, hogy a szereplőket nem egy előre meghatározott, szigorúan elrendezett kompozícióban akarta Szinyei lefesteni és engedélyt adott a kép elkészítésére. A készülő alkotásnak híre ment és sokan már a műteremben megtekintették, általa Szinyei mint eredeti kolorista lett közismert.
1869-ben, egy bécsi látogatás után Makart hatására újra előveszi a mitológia témáját. Egy háromosztatú képet tervez, melynek közepén a Bacchanália, egyik szélén pedig a Pogányság szerepelne, a harmadik kép nem készül el. (Mindkét kép a Nemzeti Galériában van). Feltehetőleg 1869 júliusában festi A Hinta és a Ruhaszárítás képeket. Münchenben „vázlatfestőnek” kezdik nevezni és valóban, az életmű első periódusában, az ismert alkotásainak túlnyomó többsége remek, de kivitelezetlen vázlat.
1869. július 20-án megnyílik Münchenben a 3000 művészi alkotást felsorakoztató nemzetközi kiállítás. A kiállítás alkalmával került kapcsolatba Gustave Courbet francia festővel, akinek a tolmácsa lett. A kiállítás nagy hatással volt rá és egy hirtelen pillanatában, 1869 novemberében otthagyja az Akadémiát.

### Az első önálló évek
Az iskolát otthagyva többet dolgozott, mint azelőtt. Első önálló képét műterme ablakából festette; a kép az Esthajnalcsillag címet kapta. Az önálló festő élet nem tart sokáig, hazahívják, mert apja betegeskedik, és Szinyeinek kell vinnie a birtok ügyeit (1869 novembere és 1870 áprilisa közt). Csak 1870 tavaszán tér vissza Münchenbe. Önálló mesterként, piacra dolgozik, van megrendelése, így megélhetése biztosított. Ennek a korszakának legismertebb képe a Szerelmespár.

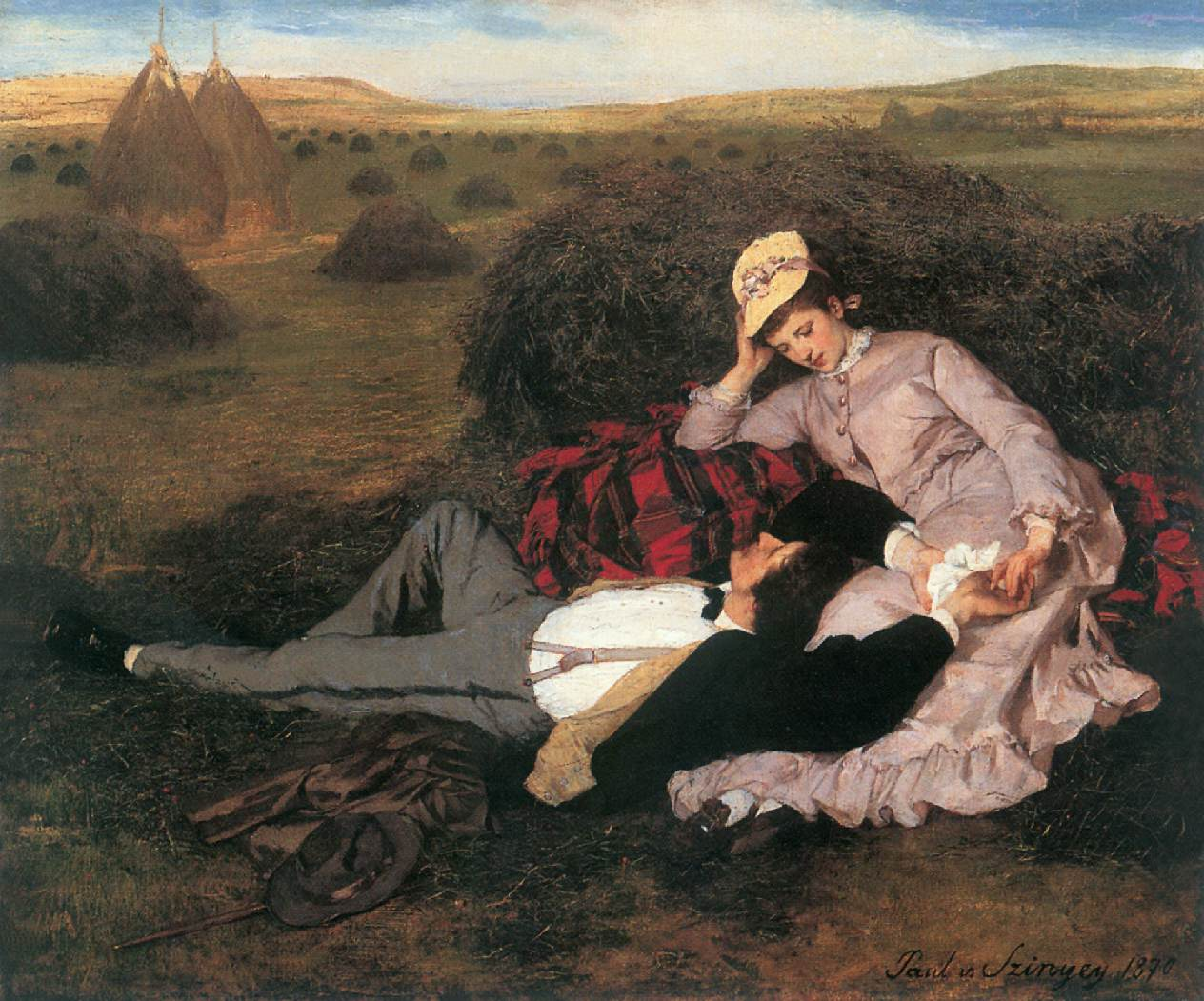
Szerelmespár

1870-ben kitört a porosz–francia háború és Szinyei egy genovai utazást követően visszaköltözött Jernyére. Apja főispáni kinevezése miatt a családi birtok igazgatása újra rámaradt, így első önálló évében a festés háttérbe szorult. De azért nem hagyott fel teljesen a festéssel és ebben az időszakban festette két jelentős képét, amelyeken érzékelhető Courbet hatása. Mindkettő családi portré; az egyik A művész édesatyja karosszékben, a másik pedig nővére, Szinyei Merse Ninon arcképe. Csak 1872-ben apja és kollégái unszolására tér vissza Münchenbe. Ekkor ismerkedett meg unokatestvére, Gundelfinger Gyula, tájképfestő baráti körével, és gyakran jártak együtt kirándulni. Ennek a társaságnak volt a tagja újlublói Probstner Zsófia (1853–1954), újlublói Probster Adolf (1816–1861) és esztelneki Jancsó Zsófia (1830–1869) lánya, akit később feleségül vett. Egy időre Arnold Böcklin műteremszomszédja lett, akivel szoros szakmai és baráti kapcsolatot alakított ki. 1873-ban készítette el egyik legismertebb képét, a Majálist. A képpel zárul Szinyei első festői korszaka.

### Felesége és leszármazottjai

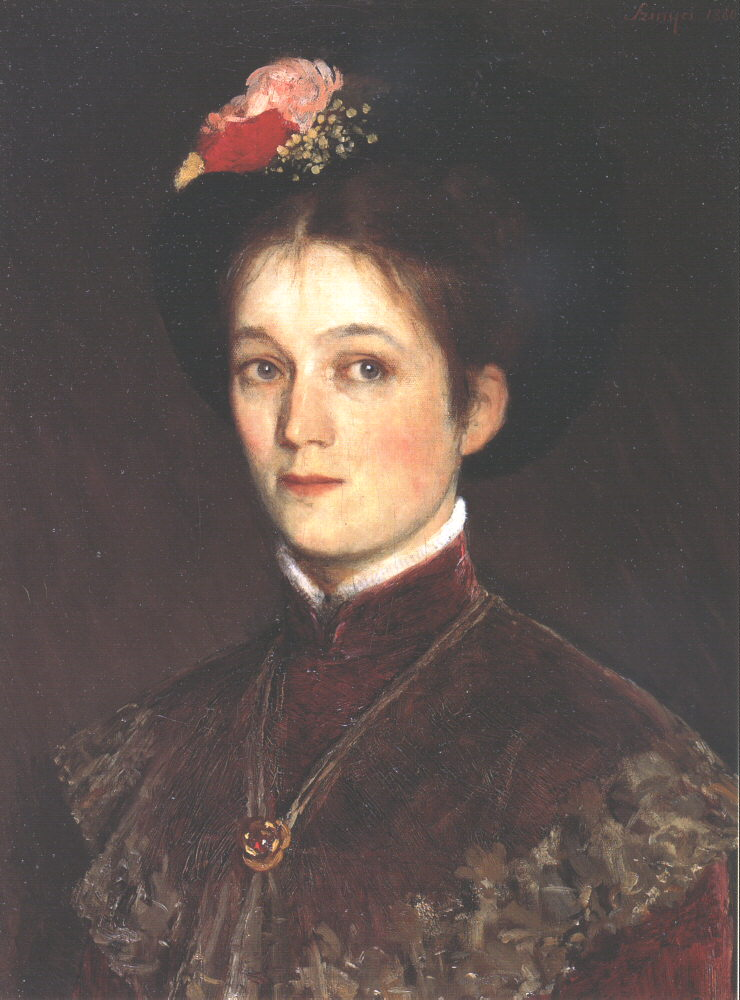
A művész feleségének portréja (1880)

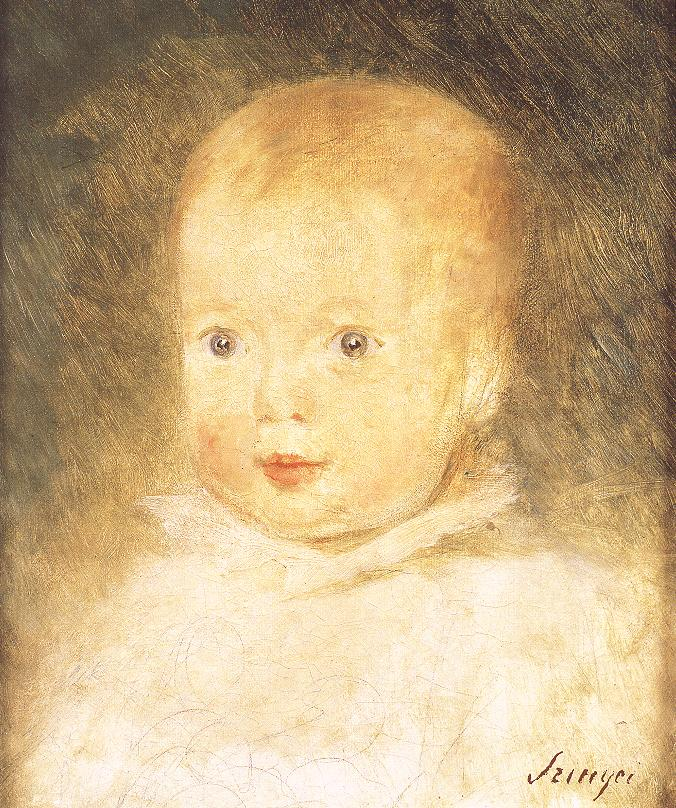
Az 1874-ben született Félix portréja (1874)

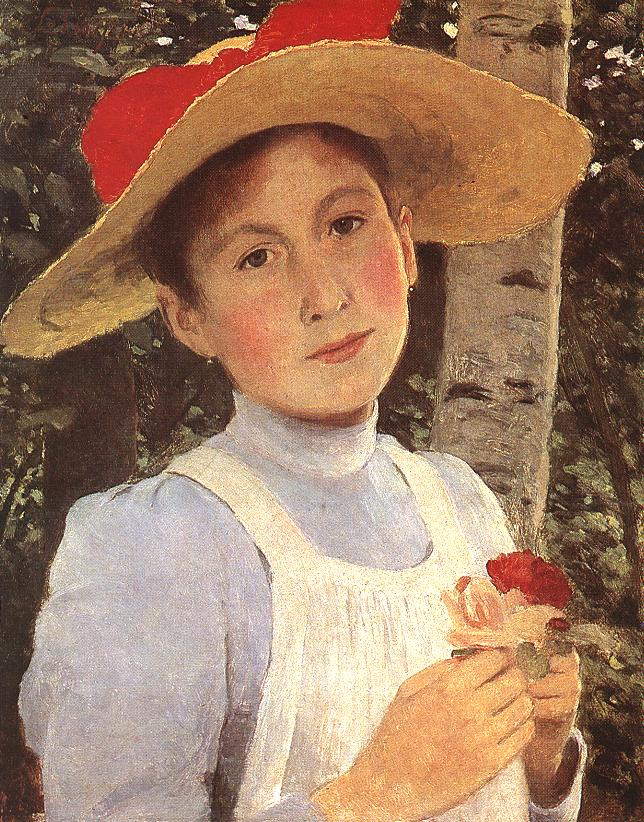
Szinyei Merse Rózsi (1897)

A világkiállítást otthagyva, ismét visszament Jernyére. 1873. október 15-én, Gundelfinger korompai házában feleségül vette szerelmét, újlublói Probstner Zsófiát (1853–1954), újlublói Probstner Adolf (1816-1861), a lublói fürdő tulajdonosa, és esztelneki Jancsó Zsófia (1830-1869) lányát. Házasságukból 6 gyermek született:
- Félix László Pál (1874. augusztus 18. – Budapest, Ferencváros, 1952. december 11.),[7] fiatalabb korában ő is kipróbálta a festést. Apja egyszer mikor meglátta fiát festeni így szólt: "Különös, hiszen ennek van tehetsége". Tanulmányait Eperjesen végezte, később országgyűlési képviselő lett. Fiát többször is megfestette (1874, 1881). Felesége Zeyk Janka volt, kitől egy Pál és egy Félix nevű fia született. Pál és Vincenti Katalin gyermeke lett a neves művészettörténész, Szinyei Merse Anna.
- Zsófia (1867–1877)
- Mária (1877–1882)
- Valéria (1879–1881) mindhárman a diftéria áldozatai lettek
- Erzsébet (1881–1952), 1897-ben apja virággal a kezében, kalappal a fején festette meg. A családban csak Rózsinak nevezték, a róla festett cím képe is ez. 32 éves korától ő is festett
- Adrienne (1886–1902) agyhártyagyulladásban halt meg

### A birtokos
A gazdasági ügyek lefoglalták és szinte teljesen elfordult a festéstől. Egyre ritkábban festett. Kivételek azonban akadtak, egy őszi vadászat ihletet adott neki és megfestette a Tourbillon (1873) című képet. Firenzébe szeretett volna utazni feleségével, de asszony gyermeket várt és a betegeskedő nagyapa szerette volna látni első unokáját. Feleségével boldog házasságban élt. Jernyén töltött idő alatt kezdett hozzá pályájának második legsikerültebb darabjához, a Lila ruhás nőhöz, amelynek modellje felesége volt. Közben a családban sorozatos tragédiák történnek; meghalt a festő édesapja, nővére, és két gyermeke. A nyomott kedélyű Szinyei három éven keresztül nem festett semmit.
1878-ban egy különös élmény miatt ragadott ecsetet; sógora léghajóra szállt és ennek hatására született a Léghajó című kép, majd hosszú idő után újra befejezett egy mitológiai (az utolsó) témájú képet, ezután már csak családtagjairól készített portrékat, de egyiket sem fejezte be igazán. Úgy érezte, el kell hagynia Jernyét és 1882 májusában családostól Bécsbe költözött. Bécsben elsőként A pacsirta című képet festette meg, 1883-ban más műveivel együtt a Künstlerhausban állították ki, de a kritikusok nagyon lehúzták; a kép színeit (főleg a zöldeket) brutálisnak titulálták. Ekkor gyeptéglákat hozatott és a kép elé tetette, és a kritika megenyhült.
A Pacsirtát kiállította még Budapesten is, a Faun és a Majális keretében; ez volt az első jelentősebb itthoni kiállítása. Márciusban hazatért Jernyére. Szakítva korábbi gyakorlatával kiment a természetbe és alig egy óra alatt megfesti a Hóolvadás című képét, és csaknem egy évtizedre félretette az ecsetet.
Csalódásait nehezen élte meg, ami házasságát is megkeserítette, felesége nem bírta elviselni férje indulatkitöréseit és apátiáját, ezért kezdeményezte a házasság felbontását. Az asszony 1887-ben magával vitte életben maradt leányaikat, Szinyei pedig egyedül maradt fiával, Félixszel. (Felesége a válásuk után hozzáment Ghillányi Imréhez, aki később földművelésügyi miniszter lett, házasságukból 5 gyermek született. Probstner Zsófia 1952-ben halt meg, 101 éves korában.) Festés helyett politizálással és a birtok vezetésével foglalkozott. 1896-ban megválasztották a héthársi kerület országgyűlési képviselőjének.

### A visszatérés
Rokonai és barátai közbenjárására tért vissza a festéshez; megbízták Zemplényi Tivadart, hogy Szinyei birtokán kezdjen festeni, remélvén, hogy a festő felfigyel majd rá. Így is lett; visszatérése alkalmából egy kis tanulmányt festett, Almavirág címmel, majd Zemplényi biztatására befejezte félbehagyott munkáit. Az 1894–1895-ben a Képzőművészeti Társulat által rendezett tárlaton nagy sikert arattak képei. A vadászati témájú képét, az Oculit, maga a király, Ferenc József vásárolta meg.

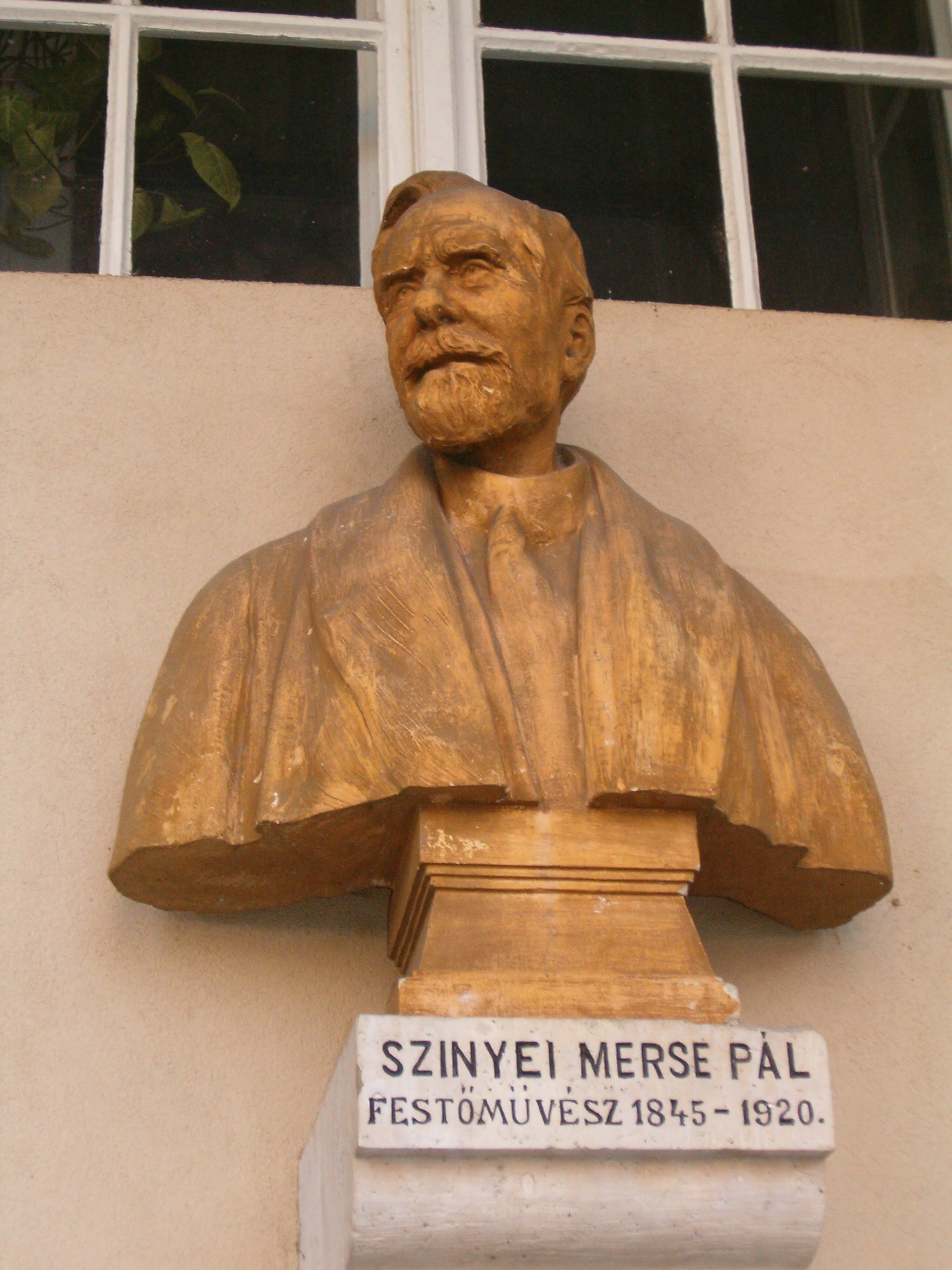
Szobra a szegedi Pantheonban

Újra a festészet lett életének legfontosabb része. Utolsó 25 évét szakadatlan munkával töltötte, bár ekkor sem készített 5-6 képnél többet évente. 1899-től a maga ültette kerteket festi és megszületik a "park-képek" sorozata, leginkább tavaszi vagy őszi hangulatú képeket készített. 1900-ban a párizsi világkiállításon a Hóolvadás című képe ezüstérmet kapott. 1901-ben egy müncheni kiállításon Majális képe aranyérmet nyert, és Velencében is bemutatták néhány képét. Ugyanebben az évben tett egy Dél-itáliai körutat, amit 1903-ban megismételt. 1902 körül egyik szemére megvakult, de ennek ellenére folytatta a munkát.
1905-ben került sor első önálló kiállítására a Nemzeti Szalonban (Modern magyar művészek). A kiállításon 89 munkáját mutatták be, köztük a külön erre az alkalomra készült Szurkos fenyő című képpel. Következő elismerésként kinevezték az Országos Mintarajziskola és Rajztanár képző (1908-tól Képzőművészeti Főiskola) igazgatójának, s így az induló fiatalokat és a modern törekvéseket tudta támogatni. 1907-ben a magyar Impresszionisták és Naturalisták Köre (MIÉNK) alapító tagja lesz.
1910 februárjában a berlini Sezession magyar kiállításán 20 műve aratott nagy sikert, majd áprilisban a müncheni Galerie Heinemannban 31 képből álló önálló kiállítását mutatta be. Májusban pedig a Berlini Nemzetközi Kiállításon aranyérmet kapott. Budapesten a Téli Tárlatban a Parkban című képét aranyéremmel tüntették ki és egy magángyűjtő 20 000 koronáért vásárolta meg. 1911-ben a Római Nemzetközi művészeti Világkiállításon 19 műve különteremben szerepelt és itt nagydíjat kapott. Az Uffizi képtár elkérte 1897-ben festett önarcképét, Önarckép bőrkabátban (A kép ma is ott látható, egyike annak a két képnek, amik nem hazai múzeumba kerültek). 1912-ben az Ernst Múzeum megrendezte második gyűjteményes kiállítását, 96 alkotással. Érdemeit pedig a Szent István Rend kiskeresztjével ismerték el.

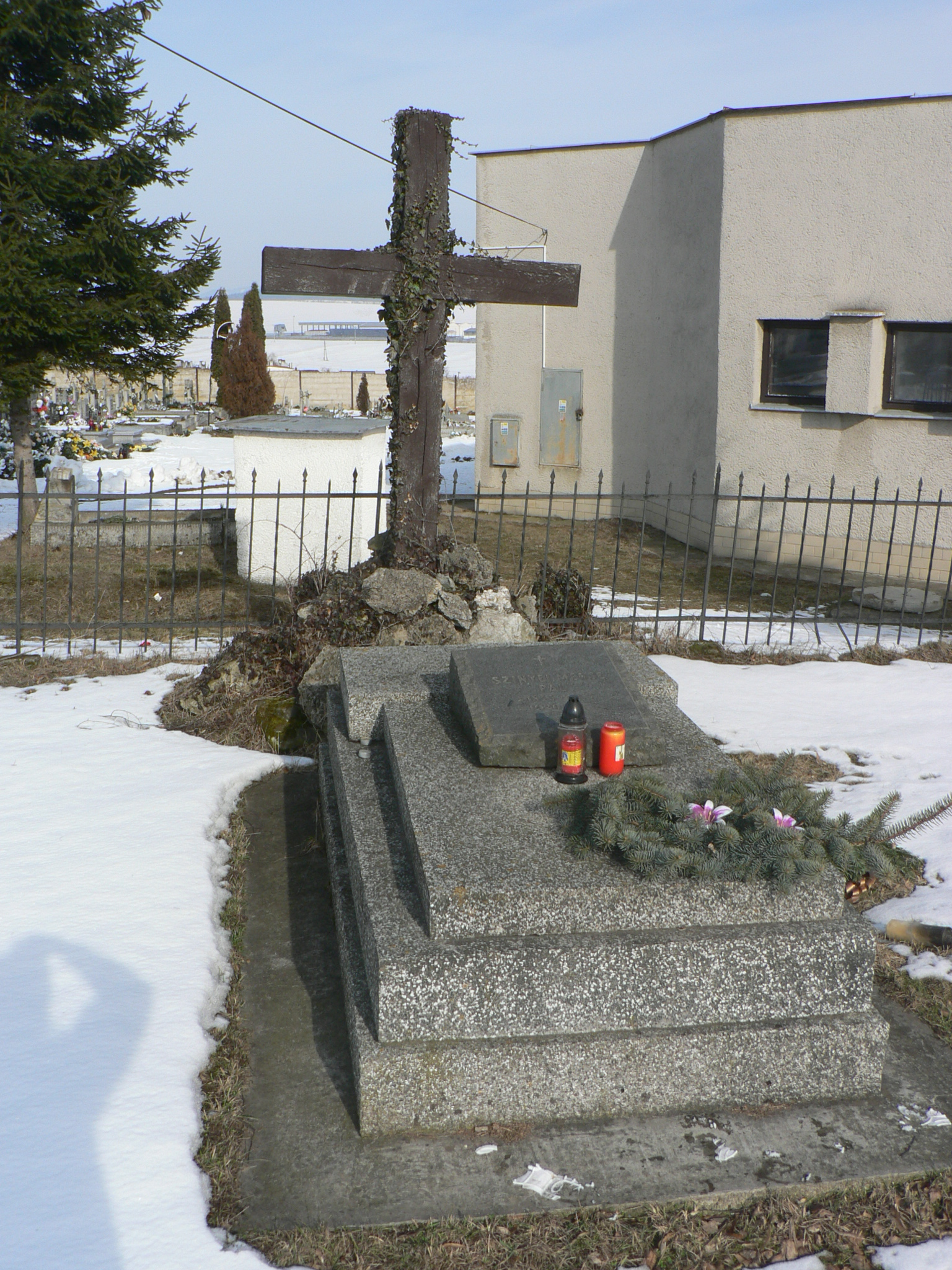
Szinyei Merse Pál sírja Jernye község temetőjében

Ezek után folyamatosan állított ki, majd Jernyén időzött.
Az első világháború idején nem volt arra lehetősége, hogy Jernyére menjen, így az 1916/17-es évek nyarát Fonyódon töltötte, összesen kilenc képet festett itt.
Az idős mester még megélhette élete legnagyobb kitüntetését, amikor is 1914-ben a Szépművészeti Múzeum felállította a Szinyei termet. 1920-ban érte a halál Jernyén.
Negyven nappal halála után a szűkebb baráti köréhez tartozó művészek és írók megalapították a Szinyei-Merse Társaságot, mely a második világháborúig a magyar művészeti élet befolyásos társasága volt.
Nevét ma utca, Szirmabesenyőben általános iskola és 1962 óta gimnázium is viseli. A Szinyei család leszármazottai között majdnem minden generációban találunk képzőművészeket.

## Művei

Szinyei Merse Pál Majális (1873), festménye, Budapest, Magyar Nemzeti Galéria

- Szinyei Merse Zsigmond csibukkal (1866), Budapest, Magyar Nemzeti Galéria,
- Szinyei Merse Kálmán (1866), Magyar Nemzeti Galéria
- Faun és Nimfa (1868) – jelenleg a Magyar Nemzeti Galériában tekinthető meg.

A faun ötletadója feltehetően Böcklin Pán a nádasban című 1857-es festmény volt, amely a Neue Pinakothekban volt kiállítva. Böcklin sejtelmes sötét nádasa helyett azonban Szinyei virágos, lombos erdőt festett. A festményen közel egy évig dolgozott, közben négyszer kezdte újra. Ez volt az első igazán nagy képe, amely közönség elé került a Münchner Kunstverein tárlatán, 1868-ban. Ezután egy nemzetközi kiállításon volt látható szintén Münchenben, erre a kiállításra legjobb barátja Benczúr Gyula adta be, majd Piloty kívánságára Bécsben és Pesten is bemutatták. Jó kritikák születtek a festményről, de ennek ellenére sem kelt el; 1900-ban került múzeumba Szinyei tulajdonából.
- Szinyei Merse László (1868) – Magyar Nemzeti Galéria,
- Anya és gyermekei (1868-69), Magántulajdon, New York

A festmény azonnal elkelt, egy műkereskedő vette meg és állította ki galériájában, majd nemsokára továbbadta, így nem kerülhetett bele az 1869-es nemzetközi kiállítás anyagába, amit Szinyei bánt, de a képért kapott összegből végre elutazhatott Velencébe. Az Anya és gyermekei Amerikába került és közel egy évszázadra eltűnt, s csak a 20. század végén talált rá Szinyei Merse Anna, az életművet kutató monográfus.
- István és Béla, Magántulajdon (1868)
- Mályvák (1868-69), Budapest, Kiscelli Múzeum,
- Pogányság (1868-69), Budapest, Magyar Nemzeti Galéria,
- A hinta (Nyaralók, Kertben, Hintázók) (1869) Budapest, Magyar Nemzeti Galéria,
- Szerelmesek (1869), Budapest, Magyar Nemzeti Galéria,
- Ruhaszárítás (Teregetés, Mosónők, Ténsúrfi) (1869), Budapest, Magyar Nemzeti Galéria,
- Szinyei Merse Ninon arcképe (1870), Budapest, Magyar Nemzeti Galéria,

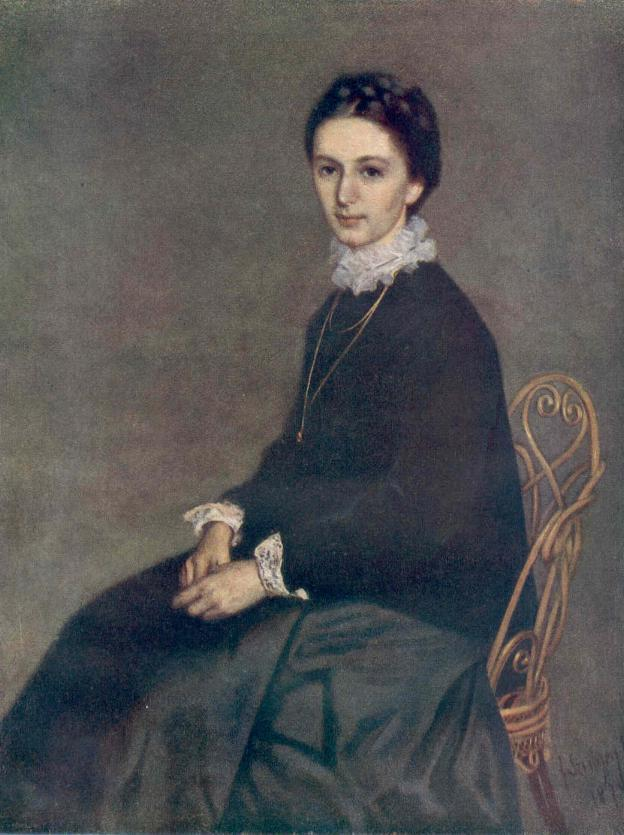
Ninon (1870)

- Puszta gólyával (1870), Biberach an der Riss, Stadtische Sammlungen,
- Szerelmespár (1870), Budapest, Magyar Nemzeti Galéria,

A kép azonnal elkelt és Amerikába vándorolt, csak évtizedekkel később került vissza Magyarországra, de sérülten. Szinyei a képét a "legtökéletesebben kidolgozott munkám"-ként jellemezte
- Idill (1872), Budapest, Magyar Nemzeti Galéria,
- Rokoko (1872), Budapest, Magyar Nemzeti Galéria,
- Majális (tanulmány, 1872), Budapest, Magyar Nemzeti Galéria,
- Majális (1873), Budapest, Magyar Nemzeti Galéria,

Szinyei mondta a képről 1896-ban: "… nem akart mást ábrázolni, mint amit világosan kifejez: egy szép tavaszi napot, melyet a városból kirándult víg társaság élvez."
A képen Szinyei (hátat fordítva) és barátai jelennek meg, köztük sógornője, Probstner Mária. A szereplőket modellekről festette, a tájat emlékezetből, minek következtében komponálnia kellett. A bécsi világkiállításon szerepelt, de nem úgy, ahogy Szinyei szerette volna; díjat nem kapott érte, viszont a Fürdőházikó a Stanbergi tavon bronzérmes lett, ám ez őt nem vigasztalta. A képet Bécsből Jernyére vitte.  
- 1873 Műterem, Budapest, Magyar Nemzeti Galéria,
- 1873 Kerti padon, Budapest, Magyar Nemzeti Galéria,
- 1873 A zöldben, Magántulajdon
- 1874 Félix, Magántulajdon
- Lilaruhás nő (1874), Budapest, Magyar Nemzeti Galéria,

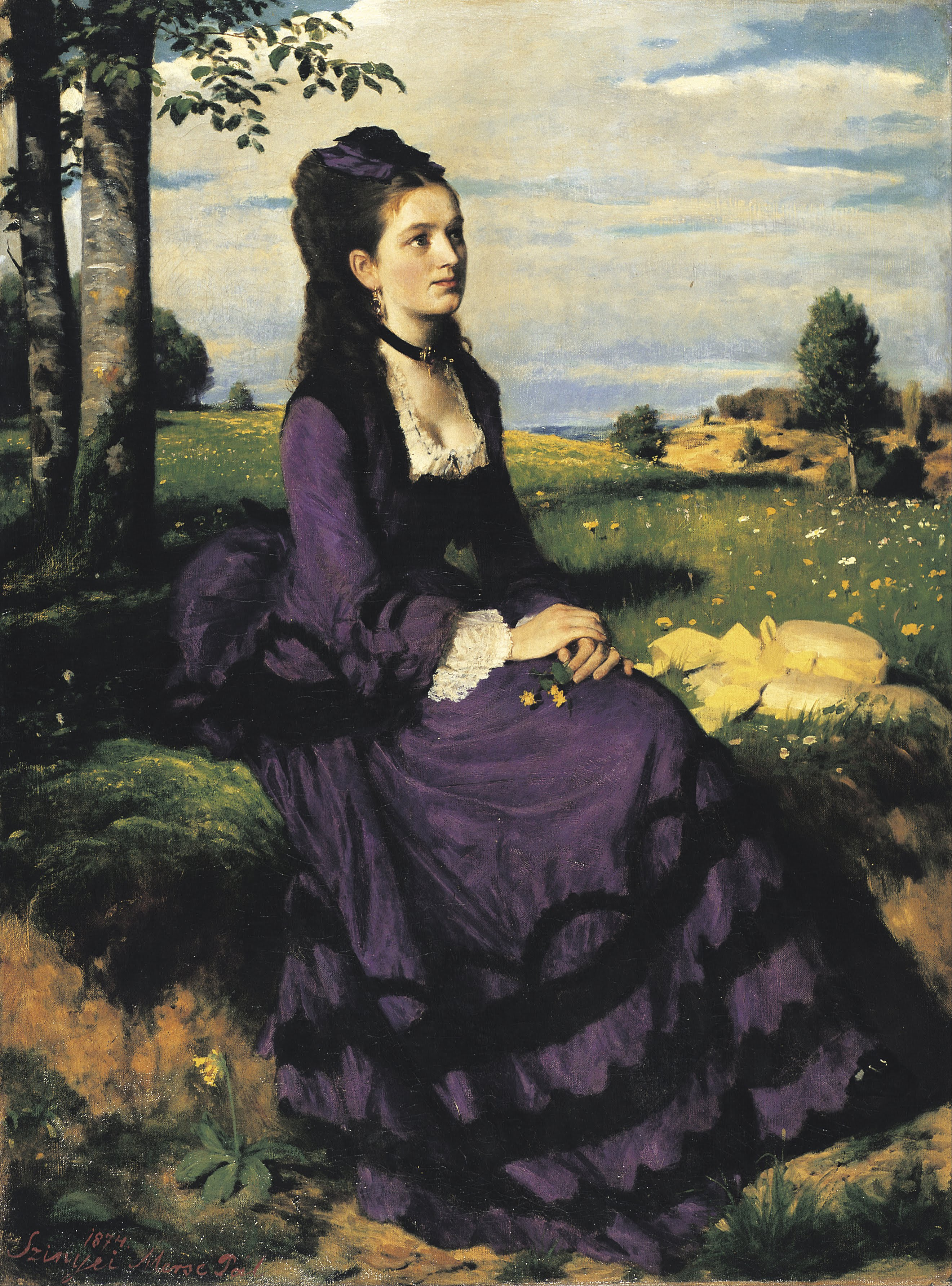
Lilaruhás nő (1874)

Hatalmas sikert arat, de a kritikusok számára nem tetszik, hogy a kép műteremben készült, valamint azt is sérelmezik, hogy hagyományos elemekkel kivitelezte a képet.
- A tavasz ébredése (1878), Budapest, Magyar Nemzeti Galéria,
- Szirmay Alfréd gróf arcképe (1879), Miskolc, Herman Ottó Múzeum
- Szirmai Alfrédné grófné arcképe (1879),[12] Miskolc, Herman Ottó Múzeum
- A művész feleségének portréja (1880), Budapest, Magyar Nemzeti Galéria,
- Léghajó (1882), Budapest, Magyar Nemzeti Galéria,
- 1882 A pacsirta, Budapest, Magyar Nemzeti Galéria,
- 1883-94 Patak, Magántulajdon
- 1884-95 Hóolvadás, Budapest, Magyar Nemzeti Galéria,
- 1896 Pipacsos mező, Budapest, Magyar Nemzeti Galéria,
- 1897 Szinyei Merse Rózsi, a művész lánya, Magántulajdon
- 1900 Őszi tájkép, Budapest, Magyar Nemzeti Galéria,
- 1901 és 1905 között Tél, Budapest, Magyar Nemzeti Galéria,
- 1902 Virágzó almafák, Horpács, Mikszáth Kálmán Emlékház,
- 1902 Pipacsos mező, Budapest, Magyar Nemzeti Galéria,
- 1907 Gesztenyefa, Budapest, Magyar Nemzeti Galéria,
- 1909 Mező, (olaj, vászon 60x70), Miskolc, Herman Ottó Múzeum,
- 1911 Lilavirágos rét, (olaj, vászon 60,5x70), Miskolc, Herman Ottó Múzeum
- 1916 Zöldes Balaton (Magángyűjtemény)
- 1916 Sárga Balaton (Tanulmány a Háborgó Balaton című képhez, Kálmán Imre Emlékház, Siófok)
- 1916 Háborgó Balaton
- 1916 Fonyódi hegy
- 1916 A Balaton a fonyódi partról
- 1916 Balatoni szakadék(levágott, vázlatos töredék)
- 1917 A Balaton széle
- 1917 Bivalyfürdő (magángyűjtemény)
- 1917 Kilátás Fonyódról (Magyar Nemzeti Galéria)
- 1917 Szép idő (Derűs idő a Balatonon címen is, magángyűjtemény)

## Társasági tagságai
MIÉNK

## Emlékezete

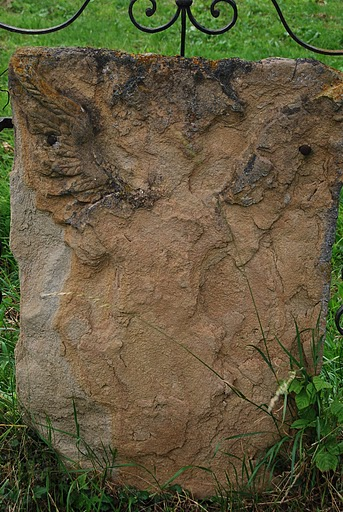
A Szinyei család címere eredetileg a házukon volt, most a családi sírkertben van kitéve az idő viszontagságainak
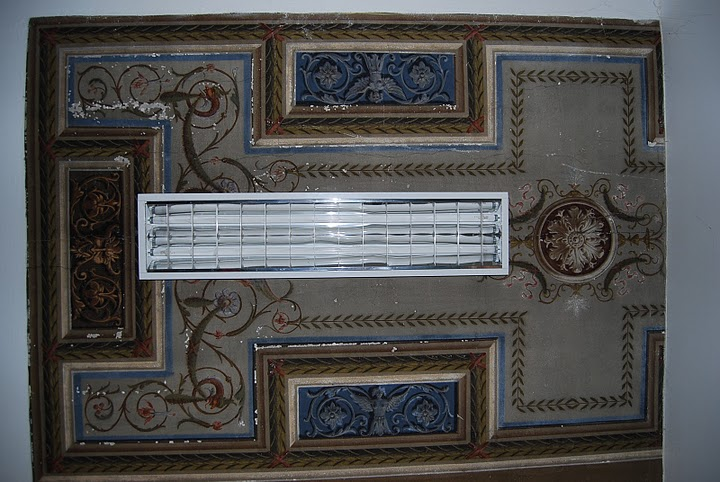
Szinyei saját kezű mennyezeti freskója volt házában, (ma roma iskola)
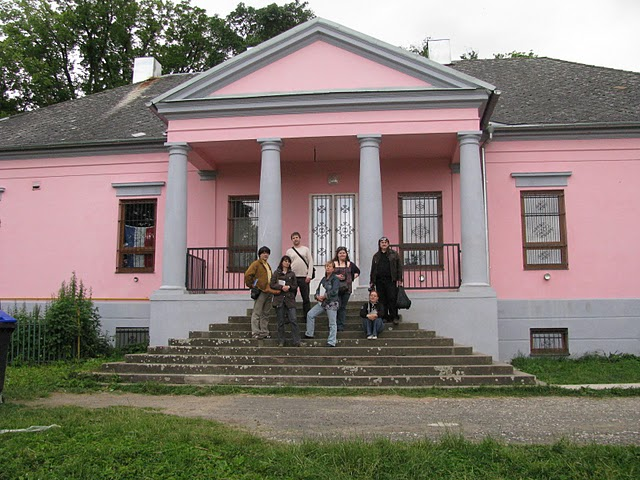
Szinyei saját háza Jernyén. Ma roma iskola. A képen az első Szinyei Merse Pál művésztelep résztvevői vannak
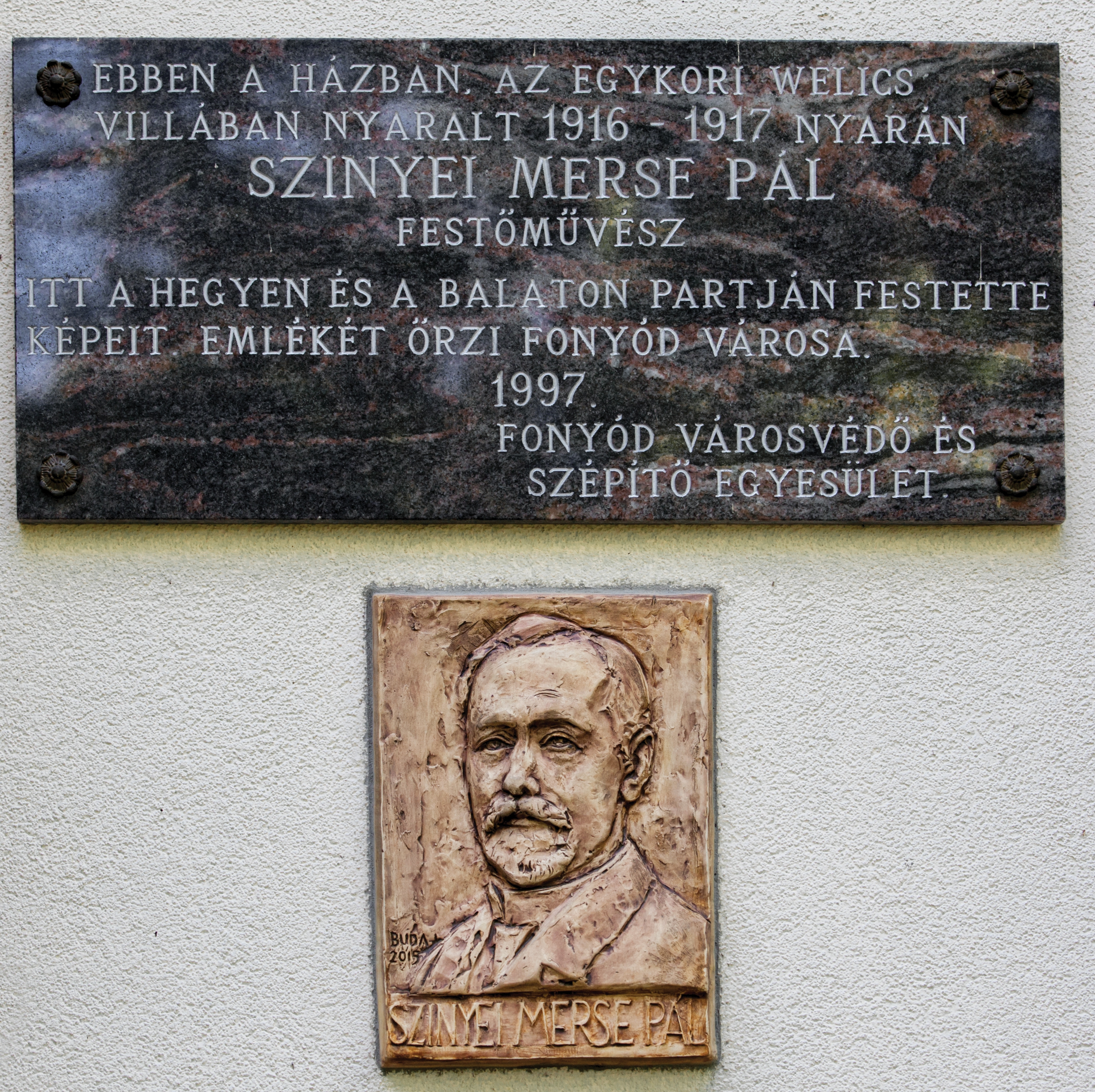
Szinyei Merse Pál emléktáblája Fonyódon az egykori Velics villa falán (ma múzeum)

- 2022 óta nevét őrzi az 563716 Szinyeimersepál kisbolygó.[13]